# Futbol Club Barcelona
Cet article concerne le club omnisport. Pour la section football et celles des autres sports, voir FC Barcelone (football) et FC Barcelone.
Le Football Club de Barcelone, en catalan Futbol Club Barcelona, est un club omnisports, le principal de la ville de Barcelone. Il est connu aussi sous le nom de Barça.
Vitrine de l'identité et du sport catalans, le club a été fondé le 29 novembre 1899 par douze jeunes footballeurs amateurs, sous l'impulsion du Suisse, Catalan d'adoption, Hans Gamper. L'une des principales caractéristiques du FC Barcelone est d'être multi-sports conformément au souhait de ce dernier. En plus de sa section principale, le club de football, il possède quatre autres sections professionnelles : le basket-ball, le handball, le rink hockey et le futsal. Avec ses cinq sections professionnelles, le FC Barcelone a remporté 40 Ligues des champions (ou Euroligues dans le cas du basket-ball), ce qui en fait le club le plus titré d'Europe. Chacune des sections professionnelles a remporté au moins une Ligue des champions : 5 en football, 9 en handball, 2 en basket-ball, 22 en rink hockey et 2 en futsal.
Mais ce club omnisports est également présent au niveau amateur dans d'autres sports : hockey sur gazon, athlétisme, patinage, hockey sur glace, baseball, volley-ball, rugby et cyclisme. Dans ces dix disciplines sportives confondues, le club a gagné 78 championnats nationaux et 106 Coupes d'Espagne.
Une autre de ses particularités est son très grand nombre d'adhérents (en catalan : socis) et de supporters dans le monde entier (aficionats en catalan, aficinados en espagnol). Le club de football a dépassé les 180 000 socios en 2010 (184 116 au 1er juillet 2010), ce qui en fait un des clubs de football ayant le plus d'abonnés au monde (on peut également nommer le Benfica Lisbonne, ou le Bayern de Munich). De plus, il y a plus de 1 800 clubs de supporteurs (les penyes en catalan) du Barça à travers le monde. Le FC Barcelone est l'un des quatre seuls clubs professionnels en Espagne (avec le Real Madrid, Athletic Bilbao et Osasuna) à ne pas avoir le statut de société anonyme et appartient donc à ses socis.

## Historique

### Historique du club
Le Football Club de Barcelone a été fondé le 29 novembre 1899 par un groupe de douze amateurs de football, réunis par le Suisse Hans Gamper à la suite d'une annonce publiée dans la revue Los Deportes, le 22 octobre de la même année. Parmi les douze fondateurs du club, il y avait six Catalans, trois Anglais, deux Suisses et un Allemand. Le nom original choisi était "Football Club Barcelona", en anglais, et c'est justement l'Anglais Walter Wild qui fut désigné premier Président, car il était le doyen des douze. Les couleurs bleus et grenat du maillot furent certainement choisies par Hans Gamper en référence au FC Bâle dont il était supporter.

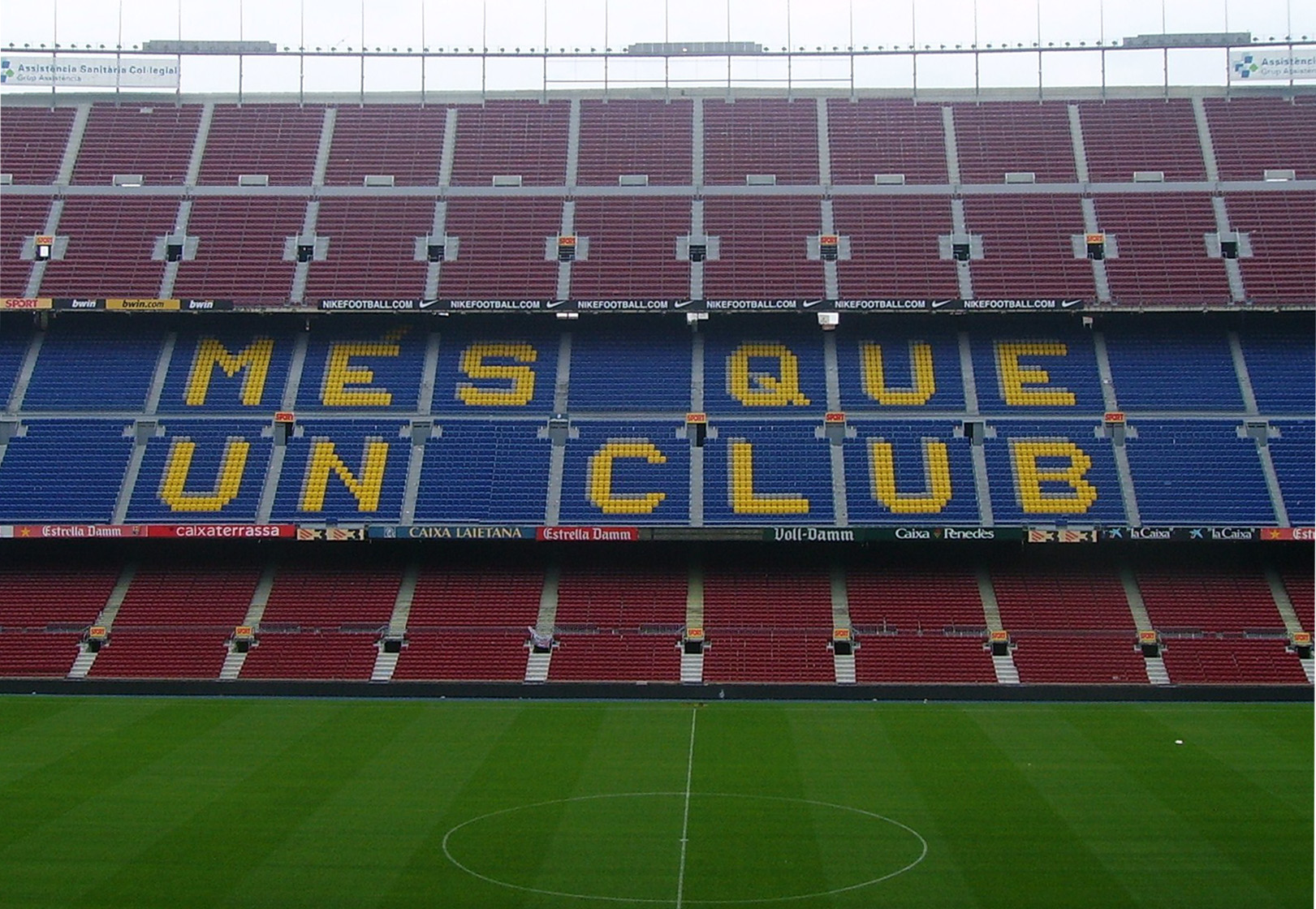
La devise du club au Camp Nou.

Bien que le club soit initialement consacré au football, comme son nom l'indique, celui-ci devient progressivement omnisports à partir du lancement d'une première section alternative, celle d’athlétisme, en 1914. Au cours des années 1920, le club continue à s’ouvrir aux multisports et crée les sections de hockey sur gazon, basket-ball et rugby. Dans les années 1940, de nouvelles sections sont lancées parmi lesquelles le handball et le rink-hockey. Au moment de son cinquantenaire, le club dépassa les 25 000 membres.
En 1953 a lieu la première élection démocratique, réservée aux seuls membres masculins, pour la présidence du club. Pendant la quarantaine d'années de la dictature de Francisco Franco en Espagne, alors que les institutions politiques catalanes étaient interdites et réprimées, le club devient un symbole de la lutte antifranquiste en Catalogne et de la résistance contre le centralisme que représentait, entre autres, le régime franquiste. Le stade est alors l’une des rares scènes publiques où les supporters peuvent s’exprimer librement, et le club devient le meilleur ambassadeur de la Catalogne vis-à-vis de l’extérieur. C’est durant ces années qu’il est dit que, devenu un symbole, le Barça était « plus qu’un club », phrase prononcée par le Président Narcis de Carreras lors de son discours de prise de fonction en 1968.
Les années 1980 voient l’agrandissement du Camp Nou, et l’augmentation du nombre de socios au-delà des 100 000 ; la revitalisation économique du club et les succès des sections de basket-ball, handball et hockey sur glace, qui conquièrent d’importants titres espagnols et européens. La décennie des années 1990 fut une excellente décennie de l’histoire du FC Barcelone, que ce soit pour le football -avec la première victoire en Coupe d'Europe des clubs champions en 1992- que pour les autres sections sportives. L’équipe de basket-ball consolida sa place dans l’élite espagnole et européenne, bien qu’ils ne conquièrent pas la Coupe d’Europe dont ils eurent l’occasion de disputer quatre fois la finale. L’équipe de handball devint la meilleure équipe du monde en gagnant tous les titres, dont la Coupe d’Europe à six reprises. Troisième au classement des clubs de football du XXe siècle, le FC Barcelone emporte le premier rang pour la décennie 2000-2010 selon l'IFFHS, grâce notamment à une saison 2008-2009 achevée sur un sextuplé inédit dans l’histoire de ce sport.
Au cours de la saison 2011-2012, le club parvient à remporter 17 trophées officiels avec ses cinq sections professionnelles, ce qui constitue un record.

### Historique de la section football
À la fin de sa première décennie le club a obtenu ses premiers titres, une  Coupe d'Espagne et une Coupe des Pyrénées. Durant les années 1910, le club fit un grand bond, aussi bien sportif que social : il gagna trois Coupes d'Espagne et trois Coupes des Pyrénées et a atteint les 3 000 abonnés, devenant déjà l'un des clubs les plus populaires de Catalogne. C’est à cette époque que se popularisa le surnom de « culers » pour faire référence aux supporters du club. L’équipe jouait ses rencontres sur un terrain situé dans la rue Indústria de Barcelone, qui se remplissait massivement quand jouait le Barça, et depuis la rue on apercevait, de dos, les supporters assis dans la partie supérieure des gradins. L’image depuis la rue était celle d’une grande quantité de derrières, c’est pour cela, que l’on commença à appeler les supporters du Barcelona les « culers ».
Les années 1920 restèrent dans l’histoire comme la première époque dorée du club. Il passa de 3 000 à 11 000 membres et, en 1922 on inaugura le premier grand stade du club, Les Corts, avec une capacité de 30 000 spectateurs. C’est durant cette époque que le club gagna quatre  Coupes d'Espagne, et en 1929, la première Liga de l’histoire. Il faut aussi noter les incidents survenus en 1925 quand le gouvernement central espagnol de la dictature de Primo de Rivera ferma le stade de Les Corts durant six mois et obligea le président Hans Gamper à démissionner à cause des sifflets qui avaient retenti lors de l’interprétation de la Marcha Real pendant les prolongations d’une rencontre.

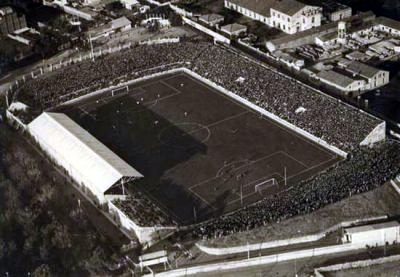
Le stade des Corts en 1930.

Les années 1930 furent des années de crise pour le club. La décennie commença avec le suicide de Hans Gamper, probablement dû à la situation économique catastrophique dans laquelle il se retrouva après l’effondrement de la bourse de Wall Street en 1929.
Par la suite, avec l’avènement de la Seconde République, il se produisit une baisse du nombre de supporters, aggravée par la Guerre civile espagnole qui éclata en 1936. De plus, cette même année, le président du club, Josep Sunyol, qui était membre du parti politique d’Esquerra Repulicana de Catalogne, fut assassiné par les troupes franquistes lors d’une embuscade dans la Sierra de Guadarrama (située à peu près au centre de la péninsule ibérique). Le club finit la décennie avec seulement 2 500 membres.
Durant les années 1940 le club se remit petit à petit de sa crise sociale et sportive. Il fut pris en main par les autorités du nouveau régime franquiste qui, dès lors et jusqu’en 1953, désigneraient directement le président du club. Les nouveaux présidents castillanisèrent le club à tous les niveaux, éliminant toutes les connotations catalanes et anglo-saxonnes. En 1940 le club devint le « Club de Football Barcelona » au lieu de « Football Club Barcelona », et modifia son écusson : on supprima les quatre bandes du drapeau catalan pour les remplacer par le drapeau espagnol, même si en 1949, à l’occasion du cinquantenaire du club, le gouvernement autorisa le retour du drapeau catalan. Sur le plan sportif, l’équipe se recomposa après la guerre et finit par remporter trois  Championnats d'Espagne, deux  Coupes d'Espagne et deux Coupes Eva Duarte.
Les années 1950 furent l’une des meilleures décennies de l’histoire du club, tant sur le plan sportif que social. Le transfert de Ladislao Kubala, en 1950, fut la pierre angulaire sur laquelle se construisit une équipe, qui durant cette décennie, remporta trois 3  Ligas, 5  Coupes d'Espagne, 4 Coupes Eva Duarte, 3 Coupes Duward, 1  Coupe Latine (ancêtre de la Coupe d’Europe des Clubs Champions), 2 Coupes Martini & Rossi. La masse des supporters augmenta pour atteindre 38 000 membres, le stade de Les Corts devint trop petit, de sorte que l’on construisit un nouveau stade, le Camp Nou, inauguré en septembre 1957. Cette même année eut lieu un contentieux avec le Real Madrid pour le transfert d’Alfredo Di Stéfano.
Après les succès des années 1950 la crise des années 1960 est arrivée, pendant lesquels l’équipe de football remporte seulement 2 Coupes d’Espagne et de 2 Coupes des villes de Foire. Cependant, ces titres, n’ont pas réussi à compenser la déroute en finale de la Coupe d’Europe de 1961 ni la crise sociale générée par les départs de Helenio Herrara et Luis Suarez à l’Inter de Milan (avec lesquels le club italien gagnera deux Coupes d’Europe). Malgré tout, le nombre de socios augmente de 39 000 à 55 000durant cette décennie.
Durant les années 1970 l’imparable augmentation du nombre de socios du club continue: passant de 55 000 à 80 000. Pendant les années où le football espagnol ouvre ses portes aux étrangers, le club recrute des joueurs comme Johan Cruyff, Johan Neeskens, Hugo Sotil, Krankl ou Alan Simonsen. L’équipe de football conquiert dans cette décennie une Liga Espagnole, deux Coupes du Roi, la Coupe des villes de Foire et une Coupe des Coupes. En 1978 arrive à la présidence Josep Lluis Nunez, qui dirige le club les deux décennies suivantes.
Les années 1980 furent celles des grands investissements pour le recrutement de grandes étoiles comme Maradona, Schuster ou Lineker, mais l’équipe de football ne put gagner en Espagne qu’une Liga, trois Coupes du Roi, une Super Coupe et deux Coupes de la Ligue. Au niveau européen deux Coupes des Coupes furent remportées, mais à nouveau une finale de Ligue des champions fut perdue, disputée à Séville en 1986. Après une grave crise sportive et sociale, en 1988 le club engagea Johan Cruyff comme entraineur, une date qui marquera la destinée du club durant la décennie suivante.
La décennie des années 1990 fut l'une des meilleures de l’histoire du Football Club de Barcelone. Ce furent dix ans de succès pour le club dans tous les domaines, sur le terrain footballistique comme dans les autres sections sportives. L’équipe de football, entrainée par Johan Cruyff, et avec des figures comme  Ronald Koeman, Pep Guardiola, Hristo Stoitchkov, Romário, Michael Laudrup, Andoni Zubizarreta ou Bakero gagna quatre Ligas consécutives entre 1991 et 1994, et le 20 mai 1992 conquit le titre le plus précieux du club : la Coupe d’Europe, au Stade Wembley, face à la Sampdoria de Gênes. Durant deux ans, l’équipe développa un grand jeu et fut connue de manière populaire par le surnom de Dream Team, imitant la terminologie dont usait la sélection de basket des États-Unis aux Jeux Olympiques de Barcelone en 1992. Puis vint la déroute de la finale de Coupe d’Europe de 1994 face au Milan AC perdue 4-0 à Athènes, ce jour conclût l’ère de la Dream Team et la situation sportive de l’équipe se détériora jusqu’à générer une profonde division entre les partisans de l’entraineur, Johan Cruyff et les partisans du président, Josep Lluis Nunez. Les traumatisants adieux de Cruyff créèrent une grande crise dans le club, qui ne disparut pas malgré les titres obtenus par Bobby Robson et Louis van Gaal, et finit par déboucher par la démission du président Josep Lluis Nunez lors de l’année 2000.

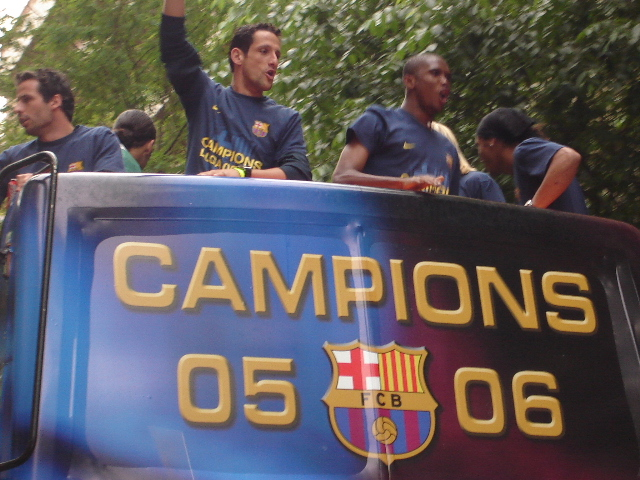
Les joueurs du Barça célèbrent leur victoire au Championnat d'Espagne de football 2005-2006.

Les années 2000 peuvent clairement être divisées en deux étapes. Après la démission de Núñez en 2000, fut élu président Joan Gaspart. Ses trois années comme président se soldèrent sans titre footballistique malgré l’investissement de 180 millions d’euros dans le recrutement. Les uniques succès sportifs furent apportés par les autres sections, particulièrement l’équipe de basket qui en 2003, réussi à gagner l’Euroligue. Après la démission de Gaspart est arrivé à la présidence Joan Laporta, qui apporta une profonde rénovation sportive, économique et sociale. Il engagea des joueurs comme Ronaldinho, Samuel Eto'o, Rafael Márquez et Deco et l’équipe entrainée par Franck Rijkaard, réussit à gagner deux Ligas consécutives et sa deuxième Ligue des champions, le nombre de socios (abonnés) fut supérieure pour la première fois à 140 000.
À la suite de ces titres, le Barça ne gagne plus et laisse le titre à l'ennemi de toujours, le Real Madrid. Pep Guardiola succède à Frank Rijkaard, et le Barça trouve une philosophie de jeu basée sur les passes courtes et la patience. Se débarrassant de Ronaldinho et de Deco, Guardiola fait confiance à la jeunesse, incarnée par le génie Lionel Messi. Eto'o, Henry, Xavi, Iniesta et autres Puyol emmènent le Barça au sommet du football mondial : l'année 2009 est marquée par 6 titres : la Liga, la Coupe du Roi, la Ligue des champions, la Supercoupe d'Europe, la Supercoupe d'Espagne et le mondial des clubs. Messi est élu ballon d'or 2009 et Barcelone repart sur les mêmes bases en 2010. Champion d'Espagne avec 99pts, il manquera néanmoins la Ligue des champions, éliminé par un Inter très défensif. Après quelques doutes en début de saison, le Barça entame 2010-2011 par le plus formidable des victoires : un retentissant 5-0 face au Real, dans un Camp Nou en feu. Depuis, le Barça écrase tout sur son passage et rien ne semble pouvoir l'arrêter, même pas Arsenal, dominé en 8es de finale de Ligue des champions.
Le quatrième couronnement européen arrive le 28 mai 2011 à Wembley, emmenée par Messi, étincelant, le barça donne une véritable démonstration de football, une victoire qui restera dans les annales.
Sandro Rosell succède à Joan Laporta à la présidence du club le 1er juillet 2010.

## Palmarès
En additionnant le nombre de trophée nationaux et internationaux, on obtient au total 492 sacres dont 104 nationaux pour le handball et 53 internationaux pour le rink hockey en 2025. Dans le super classement des clubs le FC Barcelone est premier en alignant six sections dans les top 20 des classements européens des clubs.
| Section             | Titres nationaux | Titre internationaux | Total |
| ------------------- | ---------------- | -------------------- | ----- |
| Basket-ball         | 52               | 7                    | 59    |
| Basket-ball féminin | 2                | 0                    | 2     |
| Football            | 75               | 22                   | 97    |
| Football féminin    | 24               | 3                    | 27    |
| Futsal              | 20               | 5                    | 25    |
| Handball            | 105              | 27                   | 131   |
| Hockey-sur-glace    | 7                | 0                    | 9     |
| Rink Hockey         | 70               | 53                   | 123   |
| Rugby à XV          | 19               | 2                    | 21    |
| Total               | 373              | 119                  | 492   |

## Sections sportives

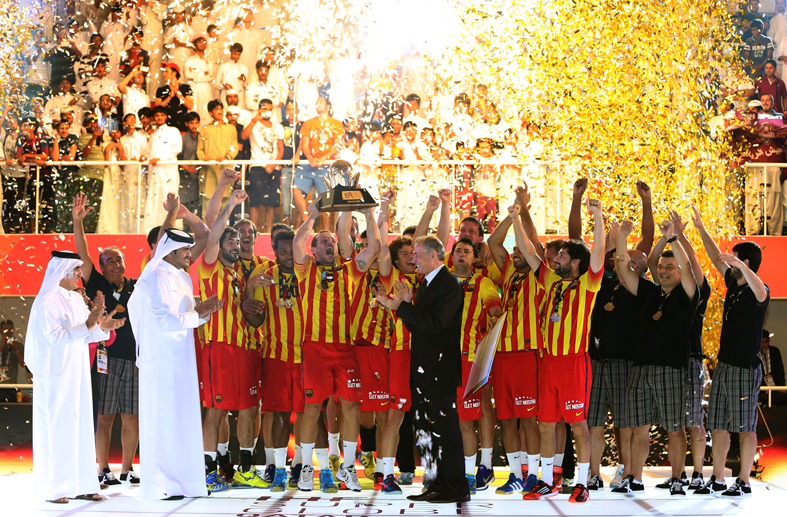
Les handballeurs, vainqueurs du Superglobe 2013.

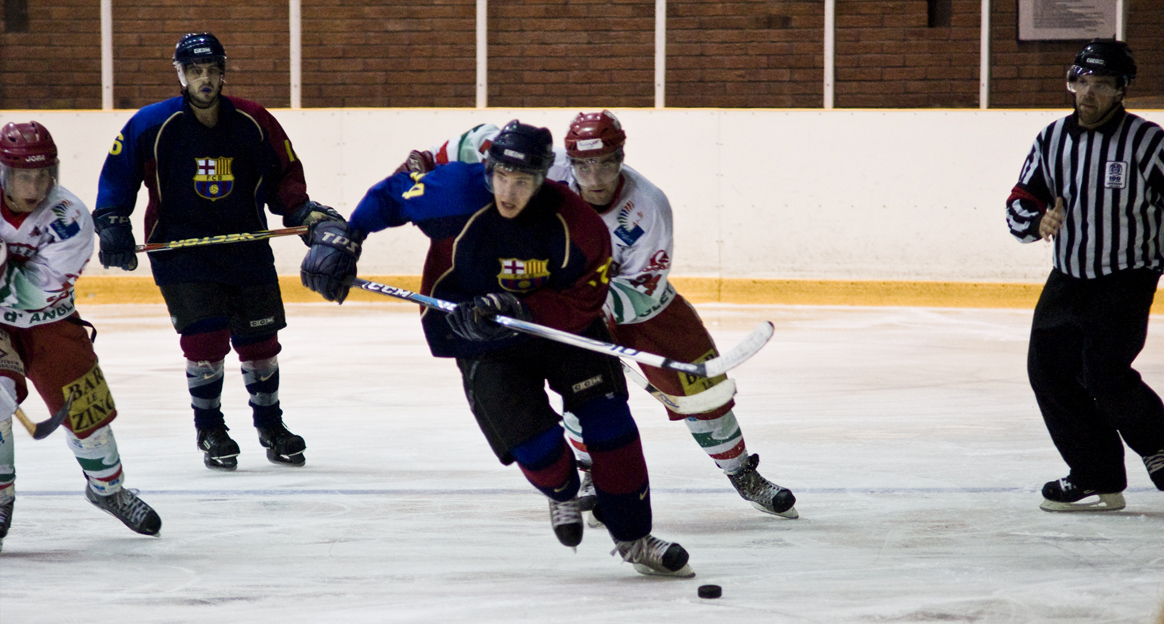
Joueurs de hockey sur glace du Barça.

Le FC Barcelone assure à ses adhérents la pratique des sports suivants :
- Athlétisme
- Baseball
- Basket-ball - voir article Regal FC Barcelone
- Basket-ball en fauteuil roulant - voir FC Barcelone Guttmann
- Cyclisme
- Football - voir article FC Barcelone (football) et FC Barcelone (football féminin)
- Football de plage - voir article FC Barcelone (beach soccer)
- Futsal - voir article FC Barcelone (futsal)
- Handball - voir article FC Barcelone (handball)
- Hockey sur glace - voir article FC Barcelone (hockey sur glace)
- Hockey sur gazon
- Patinage artistique
- Rink hockey - voir article FC Barcelone (rink hockey)
- Rugby à XV - voir article FC Barcelone (rugby à XV)
- Volley-ball (masculin et féminin)

Par ailleurs, une section de basket-ball féminin, l'UB-FC Barcelone, fondée en 1985, est dissoute en 2007 et une section rugby à XIII a existé de 2008 à 2010, remportant la Coupe de Catalogne en battant les aligots de Girona.

## Liste des présidents
Les derniers présidents du FC Barcelone sont, par date d'élection :
- 18 décembre 1977 : Raimon Carrasco
- 1er juillet 1978 : Josep Lluís Núñez
- 23 juillet 2000 : Joan Gaspart
- 12 février 2003 : Enric Reyna
- 6 mai 2003 : comité de gestion présidé par Joan Trayter
- 15 juin 2003 : Joan Laporta
- 26 juillet 2006 : comité de gestion présidé par Xavier Sala i Martín
- 22 août 2006 : Joan Laporta
- 1er juillet 2010 : Sandro Rosell
- 23 janvier 2014 : Josep Maria Bartomeu
- 7 mars 2021 : Joan Laporta

## Finances

### Chiffre d'affaires
Le chiffre d'affaires représente l'ensemble des revenus issus des différents sports du club comme la billetterie, les droits TV ou encore les primes de participation. Il intègre aussi les revenus commerciaux (le sponsoring, marketing et le merchandising) et les revenus issus du musée du club (le troisième plus important d'Espagne). C'est toutefois la section football du FC Barcelone qui porte le club omnisports en représentant 70% du chiffre d'affaires de celui-ci en 2018.
| Saison    | Chiffre d'affaires en millions d'€ |
| --------- | ---------------------------------- |
| 2008/2009 | 385                                |
| 2009/2010 | 415                                |
| 2010/2011 | 473                                |
| 2011/2012 | 495                                |
| 2012/2013 | 490                                |
| 2013/2014 | 530                                |
| 2014/2015 | 608                                |
| 2015/2016 | 679                                |
| 2016/2017 | 708                                |
| 2017/2018 | 914                                |
| 2018/2019 | 990                                |
| 2019/2020 | 1 047 (prévisions)                 |